# 光岡麗
Ray（レイ；麗）為光岡汽車所推出的仿古典作品車輛，其設計以Riley Elf Mk-III為藍本。

## 車輛歷史

### 車名語源
所謂「Ray」是指日文漢字的「麗」，優美凜然的花朵和外部亮麗的印象，宛如翩翩飛舞。凜然之後，優美花朵、復古時代，一直吸引人們的懷念。普遍性的古典中，既幽然而存在，學習那個「美麗的東西」和「麗」命名了。

### 歷代車輛

#### Ray（1996年－1999年）

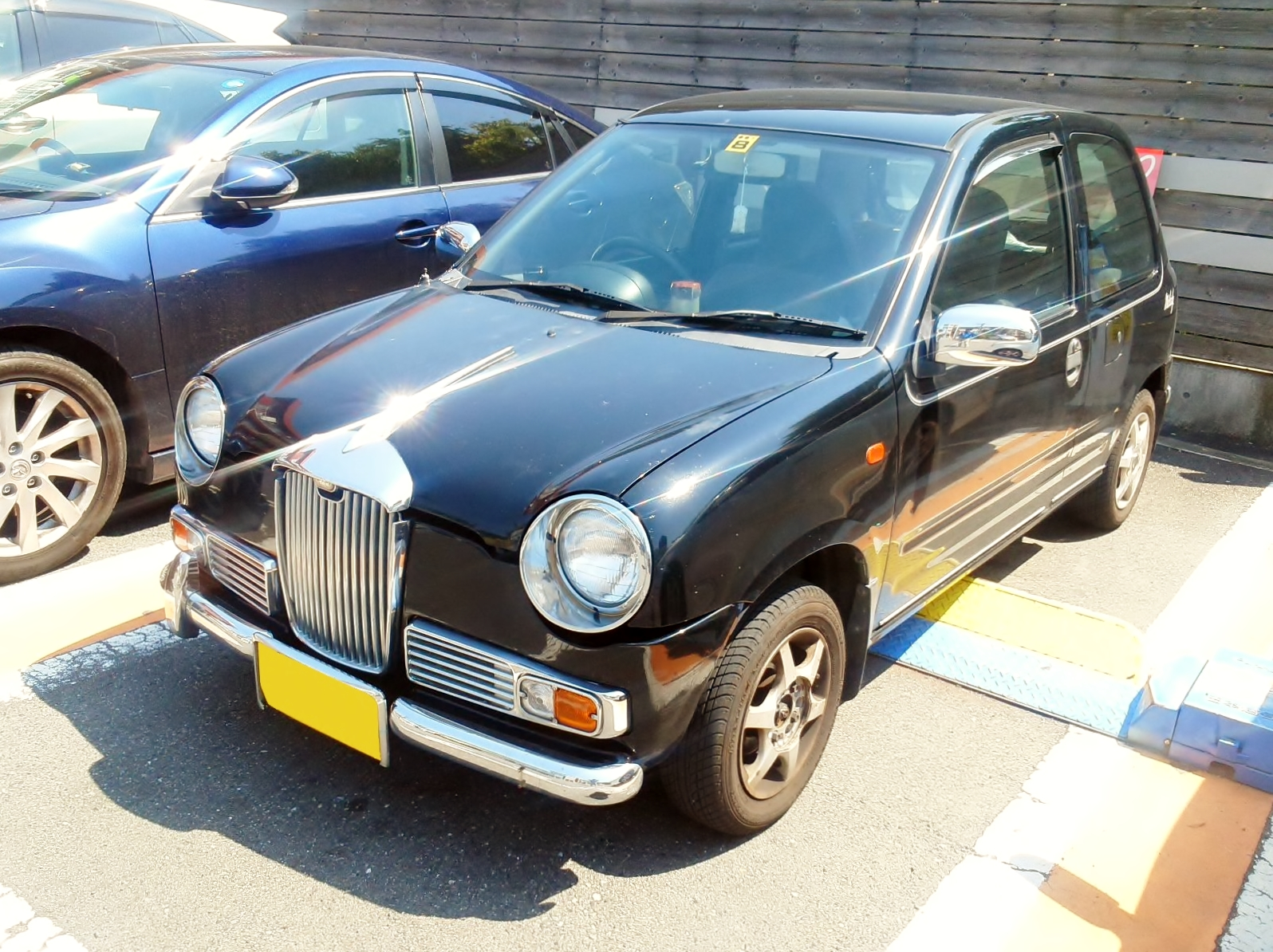
第一代

1996年11月，原創車輛「Ray」（レイ；麗）發表。全國10,000台限量銷售。車輛以第三代馬自達Carol為基礎，車身前的車體鈑件曲線部份設計變更，搭配直列3缸OHC 660cc引擎與3AT或5MT變速箱，驅動方式有2WD或4WD可選擇。
1999年8月，停止生產。

#### New Ray（1999年－2002年）

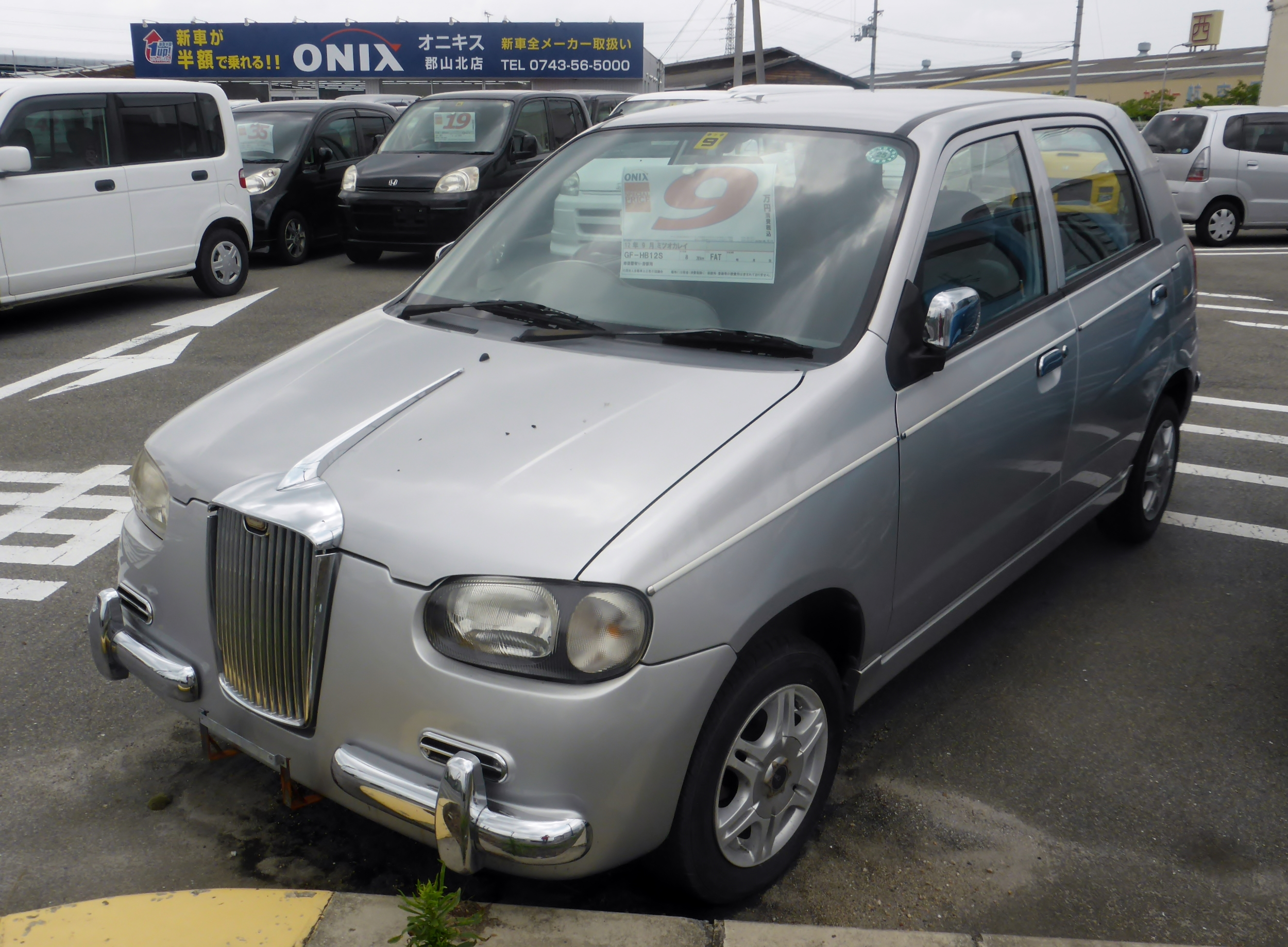
第二代

1999年10月，原創車輛「New Ray」（新型レイ）發表。車輛以第四代馬自達Carol為基礎，車身前的車體鈑件曲線部份設計變更，搭配直列3缸OHC 660cc引擎與3AT變速箱，車門構成有3門和5門。跟上一代相比較起來，車輛頭燈有大幅度的變更，車室內的內部裝潢，則是完全沒有變更。 
2002年5月，停止生產。

#### Ray（2002年－2004年）
2002年6月，原創車輛「Ray」（レイ；麗）發表。車輛以大發 Max L950型為基礎，車身前的車體鈑件曲線部份設計變更，搭配直列3缸DOHC 660cc引擎與4AT變速箱，驅動方式有2WD或4WD可選擇。車室內的座位和門面板有高級質感的麂皮裝飾，伴隨著核桃木面板的儀表板，有著既時髦又古典的氣份。 
2004年9月，停止生產。

## 車輛諸元

### Ray
- 引擎：F6A/657cc/Single-3/OHC
- 最高馬力：38kw(52ps)/7000rpm
- 最大扭力：56N.m(7.5kg.m)/4500rpm
- 變速系統：5MT／3AT
- 傳動型式：FF／4WD
- 懸吊系統：？
- 煞車系統：？
- 車長：3295 毫米
- 車寬：1395 毫米
- 車高：1425 毫米
- 軸距：2335 毫米
- 車身最低點：？ 毫米
- 車身重量：635kg(5MT/FF)／685kg(5MT/4WD)／645kg(3AT/FF)／695kg(3AT/4WD)
- 輪胎尺寸：135S-R12(FF)／155/70-R12-73S(4WD)
- 車輛售價：￥911,000(5MT/FF)／1,008,000(5MT/FF)／1,079,000(5MT/4WD)／1,156,000(5MT/4WD)／959,000(3AT/FF)／1,056,000(3AT/FF)／1,142,000(3AT/4WD)／1,219,000(3AT/4WD)

### New Ray
- 引擎：F6A/657cc/Single-3/OHC EPI
- 最高馬力：38kw(52ps)/7000rpm
- 最大扭力：56N.m(7.5kg.m)/4500rpm
- 變速系統：3AT
- 傳動型式：FF
- 懸吊系統：？
- 煞車系統：？
- 車長：3350 毫米
- 車寬：1395 毫米
- 車高：1420 毫米
- 軸距：2335 毫米
- 車身最低點： 毫米
- 車身重量：？kg
- 輪胎尺寸：155/65-R13-73S
- 車輛售價：￥949,000(3D/FF)／999,000(5D/FF)

### Ray
- 引擎：EF-VE/659cc/Single-3/DOHC
- 最高馬力：43kw(58ps)/7600rpm
- 最大扭力：64N.m(6.5kg.m)/4000rpm
- 變速系統：4AT
- 傳動型式：FF／4WD
- 懸吊系統：？
- 煞車系統：？
- 車長：3395 毫米
- 車寬：1475 毫米
- 車高：1425 毫米
- 軸距：2360 毫米
- 車身最低點：150 毫米
- 車身重量：770kg(FF)／810kg(4WD)
- 輪胎尺寸：155/65-R13-73S
- 車輛售價：￥1,195,000(4AT/FF)／1,295,000(4AT/4WD)／1,254,750(4AT/FF)／1,359,750(4AT/4WD)

## 相關車輛

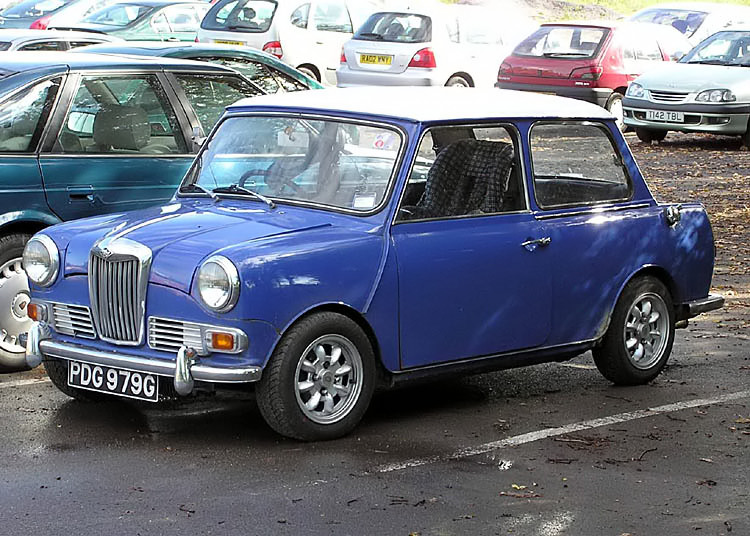
1968年 Riley Elf Mk-III

- Riley Elf Mk-III（1966年－1969年）：1966年Riley車廠所推出的Elf Mk-III車輛，為原創經典。
- 馬自達Carol

## 外部連結
- 光岡自動車* （页面存档备份，存于）